# Mariangela Vacatello
Mariangela Vacatello (Castellammare di Stabia, 22 gennaio 1982) è una pianista italiana.

## Primi anni
Mariangela Vacatello proviene da una famiglia di musicisti: sua madre, Pina, era una pianista e ora è insegnante di pianoforte e suo padre, Antonio, è un accordatore di piano oltre che professore e musicista. A quattro anni Vacatello ha iniziato a frequentare il corso di musica Yamaha. All'età di sette anni ha iniziato a studiare pianoforte con Aldo Tramma, allievo del famoso pianista e pedagogo italiano Vincenzo Vitale. Successivamente è stata ammessa all'Accademia Pianistica Internazionale “Incontri col Maestro” di Imola dove è diventata maestro nel 2006 dopo aver studiato sotto la guida di Franco Scala e Piero Rattalino. Ha studiato anche al Conservatorio di Milano con Riccardo Risaliti e Paolo Bordoni, dove nel 1999 ha conseguito il diploma di pianoforte con menzione d'onore cum laude. Nello stesso conservatorio, Vacatello ha studiato composizione per diversi anni con Bruno Zanolini e Fabio Vacchi. Ha frequentato corsi di perfezionamento in pianoforte presso la Royal Academy of Music di Londra con Christopher Elton e con Dominique Merlet a Parigi. Ha partecipato a masterclass tenute da Alexander Lonquich, Louis Lortie, Andreij Jasinskj, Leslie Howard, Michael Dalberto, Andrea Lucchesini, Alexis Weissenberg, Vitaly Margulis, Sergeij Dorensky, Eliso Virsaladze.
Ha ricevuto la borsa di studio Sterndale Bennett e numerosi premi tra cui il Musicians Benevolence Fund ( Dame Myra Hess Award ), il Tillet Trust, la Hattori Foundation, la Solti Foundation e l'Acadèmie musicale de Villecroze. 

## Carriera
All'età di 14 anni ha fatto la sua prima apparizione pubblica con l'Orchestra dei Pomeriggi Musicali a Milano, suonando il Primo Concerto per Pianoforte di Liszt. Da allora si è esibita nei luoghi e nei festival italiani più prestigiosi, come il Festival Bergamo e Brescia, la Società dei Concerti a Milano, il Teatro Dal Verme, il MiTo Settembre Musica Festival, il Lingotto a Torino, il "Maggio Musicale Fiorentino", il "Festival delle Nazioni" a Città di Castello, il Teatro Olimpico a Vicenza, il MittelFest a Cividale del Friuli, il Teatro Bibiena a Mantova, la Sala Greppi a Bergamo, gli Amici della Musica e il Teatro Filarmonico a Verona, l'Accademia Filarmonica a Bologna, l'Associazione Scarlatti a Napoli, il Parco della Musica, Villa Medici e l'Accademia Filarmonica Romana a Roma, e la Sagra Musicale Umbra.
Si esibisce anche sulla scena concertistica internazionale e alcuni dei suoi impegni hanno incluso il Festival di Montpellier nell'estate del 2006, la Salle Cortot e la Societé Chopin a Parigi, il Festival Chopin a Duszniki Zdrój, la Konzerthaus di Berlino, l'Auditorium del Mozarteum a Salisburgo, il Bozar e il Théâtre de la Monnaie a Bruxelles, la Lisinski Hall a Zagabria, la Wigmore Hall a Londra, il Chichester Festival, il Buxton Festival, la Bridgewater Hall a Manchester, il Linder Auditorium a Johannesburg, la Z.K.M. Great Hall a Pretoria, il Palacio de Festivales a Santander, Bargemusic e la Carnegie Hall a New York, la Walt Disney Hall a Los Angeles, il Kravis Center in Florida, l'International Keyboard Festival a New York, il MusicFest a Vancouver, il Shanghai Oriental Art Center, e il Beijing Center for Performing Arts. Nel settembre 2003 ha suonato più volte in Messico e ha fatto tournée in Sud Africa nel 2004 e nel 2006, dove le sue esibizioni hanno ricevuto standing ovation e recensioni entusiastiche.
Oltre ai recital, si è esibita con varie orchestre come la Filarmonica del Teatro alla Scala, l'Orchestra Nazionale di Santa Cecilia, l'Orchestra RAI, le Filarmoniche di Johannesburg, Pannon, Stoccarda e Zagabria, nonché la Lithuanian Symphony, la Belgrade Philharmonic Orchestra, la Tucson Symphony Orchestra, la Colorado Springs, la Erie Philharmonic, la Asheville Symphony, l'Orchestra della Magna Grecia, l'Odessa Philharmonic Orchestra e la Colorado Springs Symphony, durante le quali Mariangela è stata sotto la guida di direttori come Andris Nelsons, Krzysztof Penderecki, Christopher Franklin, Bernard Gueller, Martin Haselböck, Zsolt Hamar, David Itkin, Daniel Kawka, Gerard Korsten, Gustav Kuhn, Anton Nanut, Piero Romano, Donato Renzetti, Giordano Bellincampi, Carolyn Kuan, Daniel Meyer, Kristian Järvi, Andrés Orozco-Estrada e Michael Tabachnik. Mariangela ha anche collaborato in musica da camera con i Quartetti Takács e Ysaÿe, nonché con musicisti come Timothy Fain, Rocco Filippini, Ilya Grubert, Gary e Toby Hoffman, Francesco Tamiati, Giovanni Gnocchi, Natasha Korsakova.
Le esibizioni di Vacatello vengono regolarmente trasmesse da prestigiose emittenti radiofoniche come Radio France Musique, Musiq3 Belgique, Radio Svizzera Italiana, Radio 3 Italia, Radio Pretoria e diverse stazioni radio americane.
Nel 2013 Vacatello ha portato in scena “ IL CONCERTO DEL CREPUSCOLO ”, un viaggio insolito e intrigante, che sorge nell'oscurità assoluta e ci porta gradualmente alla scoperta di bagliori primordiali e riflessi rassicuranti. Un lungo susseguirsi di giorni e notti, l'alternanza di luce e buio, lampi di gioia e abissi di disperazione, albe con tocchi di speranza e tramonti colorati di disillusione... questa è la vita, la nostra vita! Il viaggio musicale che Mariangela Vacatello ha pensato per questo concerto è allo stesso tempo narrazione e sintesi di questo ideale.
Nel giugno 2016 lei e Quatuor Zäide hanno eseguito la prima mondiale di 'Unrisen' per SmartPianoQuintet di Marco Momi. L'esecuzione classica e la profonda musica contemporanea si sono incontrate a Parigi con la nuova tecnologia made in Ircam: il suono elettronico attraverso strumenti, cioè senza altoparlanti.
Dal 2024 è la Direttrice artistica del Cantiere Internazionale d'Arte di Montepulciano.

## Concorsi e premi
- 1998 - VII Concorso di Pianoforte "Marco Bramanti", Forte dei Marmi; primo premio
- 1999 – Concorso Pianistico Internazionale Franz Liszt, Utrecht; secondo premio
- 2000 – XVII Premio Venezia
- 2000 – “Premio G. Verdi: musica per la vita”, Ass. Ami Milano
- 2005 — Concorso Pianistico Internazionale Ferruccio Busoni, Bolzano; secondo premio
- 2006 – Premio Sterndale Bennet
- 2007 – Premio Jean Ginsburg
- 2007 – Concorso Musicale Regina Elisabetta, Bruxelles; premio laureato
- 2008 – Premio Franz Reizenstein
- 2008 – Isang Yun in Memorian, terzo premio Tongyon
- 2009 – Concorso pianistico internazionale Top of the World, Tromsø; primo premio
- 2009 – Tredicesimo Concorso Pianistico Internazionale Van Cliburn, Fort Worth; finalista e Premio del Pubblico Mondiale
- 2009 – Premio Carloni, L'Aquila
- 2014 – Residenza d'artista "Les Promesses de L'Art", Parigi, Istituto Italiano di Cultura

## Registrazioni
- 2008 – Opere virtuosistiche pianistiche del '900 (Fondazione U. Micheli)
- 2011 – Franz Liszt 12 Études d'exécution trascendente (Brilliant Classics)
- 2012 - Claude Debussy 12 Etudes, Stampes, Deux Arabesques, L'Isle joyeuse (Brilliant Classics)
- 2012 – Franz Liszt Sonata in si minore per pianoforte (Rivista Amadeus)
- 2015 – Musica per pianoforte completa di Alberto Ginastera (Classici brillanti)
- 2019 – Ludwig Van Beethoven: Piano Sonatas op. 13, 31 n.3, 111 (Suonare records)
- 2021 – FACETS: Frederic Chopin Piano Sonata op. 58 e Robert Schumann Kresleriana op.16 (Stradivarius)
- 2023 – Alexander Scriabin: The complete Piano Sonatas 1 (Stradivarius)
- 2024 – Alexander Scriabin: The complete Piano Sonatas 2 (Stradivarius)

## Vita privata
Nata a Castellammare di Stabia, vive ora a Perugia insieme al marito, l'organista della Cattedrale di San Lorenzo di Perugia Adriano Falcioni . Entrambi sono in tournée in tutto il mondo per concerti.